# Charlotte Lennox (duquesa de Richmond)
Charlotte Lennox, duquesa de Richmond (de soltera Lady Charlotte Gordon; 20 de septiembre de 1768 - 5 de mayo de 1842), fue una aristócrata y noble británica anfitriona del baile de la duquesa de Richmond.

## Biografía
Nacida en el Castillo Gordon en Escocia, Lady Charlotte Gordon era la hija mayor de Alexander Gordon, cuarto duque de Gordon, y su esposa Jane Maxwell.
El 9 de septiembre de 1789 se casó con Charles Lennox, cuarto duque de Richmond, cuarto duque de Lennox y cuarto duque de Aubigny.
En 1814, la familia se trasladó a Bruselas, donde la duquesa ofreció el baile en el que el duque de Wellington recibió la confirmación de que el Ejército del Norte, al mando de Napoleón Bonaparte, había entrado en el territorio del Reino Unido de los Países Bajos, cerca de Charleroi (en lo que ahora es el Reino de Bélgica).
La duquesa y su familia continuaron viviendo en Bruselas hasta 1818, cuando su marido fue nombrado gobernador general de la Norteamérica británica.
La duquesa enviudó en 1819 y en 1836 heredó las vastas propiedades de Gordon tras la muerte de su hermano, George Gordon, quinto duque de Gordon, que no había dejado descendencia. 
Murió a la edad de 73 años en Londres el 5 de mayo de 1842.

### Descendencia
El duque y la duquesa tuvieron siete hijos y siete hijas:
- Charles Gordon-Lennox, quinto duque de Richmond[1] (1791–1860). Diana, princesa de Gales (1961-1997) descendía de él a través de su hija Cecilia Catherine Gordon-Lennox y su hija Rosalind Hamilton, duquesa de Abercorn.
- Mary Lennox[4] (c. 1792 - 7 de diciembre de 1847), se casó con Charles Fitzroy y tuvo descendencia.
- Teniente coronel John George Lennox[1] (3 de octubre de 1793 - 10 de noviembre de 1873), se casó con Louisa Rodney y tuvo descendencia.
- Sarah Lennox[4] (c. 1794 - 8 de septiembre de 1873), se casó con Peregrine Maitland.
- Georgiana Lennox[4] (30 de septiembre de 1795 - 15 de diciembre de 1891), se casó con William FitzGerald-de Ros, vigésimo tercer barón de Ros y tuvo descendencia.
- Henry Adam Lennox[4] (6 de septiembre de 1797 - 25 de febrero de 1812), cayó por la borda del buque HMS Blake y se ahogó.[5]
- William Pitt Lennox[4] (20 de septiembre de 1799 - 18 de febrero de 1881), se casó en primeras nupcias Mary Ann Paton y en segundas con Ellen Smith, con quien tuvo descendencia.
- Jane Lennox[4] (c. 1800 - 27 de marzo de 1861), se casó con Laurence Peel y tuvo descendencia.
- Capitán Frederick Lennox[4] (24 de enero de 1801 - 25 de octubre de 1829).
- Sussex Lennox[4] (11 de junio de 1802 - 12 de abril de 1874), se casó con Mary Lawless y tuvo descendencia.
- Louisa Maddelena Lennox (2 de octubre de 1803 - 2 de marzo de 1900), se casó con William Tighe, murió sin descendencia.
- Lady Charlotte Lennox[4] (c. 1804 - 20 de agosto de 1833), se casó con Maurice Berkeley, primer barón FitzHardinge de Bristol y tuvo descendencia.
- Teniente coronel Arthur Lennox[4] (2 de octubre de 1806 - 15 de enero de 1864), se casó con Adelaide Campbell y tuvo descendencia.
- Sophia Georgiana Lennox[4] (21 de julio de 1809 - 17 de enero de 1902), casada con Thomas Cecil, murió sin descendencia.